# Georg Gruel
Georg Gruel, auch Gregorius Gruel und Gregor Gruel († nach 1564) war ein deutscher Hochschullehrer und Kommunalpolitiker. Er lehrte ab 1515 an der Universität Greifswald und war ab 1535 Ratsherr von Greifswald.

## Leben
Georg Gruel war Angehöriger einer alten, aus Mecklenburg stammenden Patrizierfamilie. Er selbst stammte aus der Stadt Güstrow und studierte ab April 1510 an der Universität Rostock. Hier wurde er im Wintersemester 1512/13 zum Bakkalar und im Wintersemester 1514/15 zum Magister promoviert. Als Magister lehrte er zunächst an der Universität Rostock. 1515 ging er an die Universität Greifswald, wo er als Professor an der Artistenfakultät lehrte, deren Dekan er zeitweise war.
In der stürmischen Zeit zu Beginn der Reformation – von 1527 bis 1539 musste die Universität sogar ihren Lehrbetrieb einstellen – wechselte er 1535 in den Rat der Stadt Greifswald. Er blieb Ratsherr bis 1564.
Georg Gruel folgte jeweils seinem Verwandten Peter Gruel, der bereits 1514 Professor an der Artistenfakultät geworden war, der ebenfalls zeitweise deren Dekan wurde und der bereits 1520 in den Greifswalder Rat wechselte.